# Echinomacrurus occidentalis
Echinomacrurus occidentalis är en fiskart som beskrevs av Iwamoto, 1979. Echinomacrurus occidentalis ingår i släktet Echinomacrurus och familjen skolästfiskar. Inga underarter finns listade i Catalogue of Life.